# Vambula
Vampula eller Vambula (finska Vampula) var en kommun i landskapet Satakunta i Västra Finlands län. Vampula har cirka 1 740 invånare och har en yta på 143,72 km².
Vampula är enspråkigt finskt och blev del av Vittis 2009.